# Monte Mazzarone
Il Mazzarone è una montagna alta 1.146 m della provincia di Novara.

## Caratteristiche
È una montagna secondaria del Massiccio del Mottarone collocata a sud del Mottarone. La sua prominenza topografica è di 105 metri.